# Pfarrhaus (Volkach)

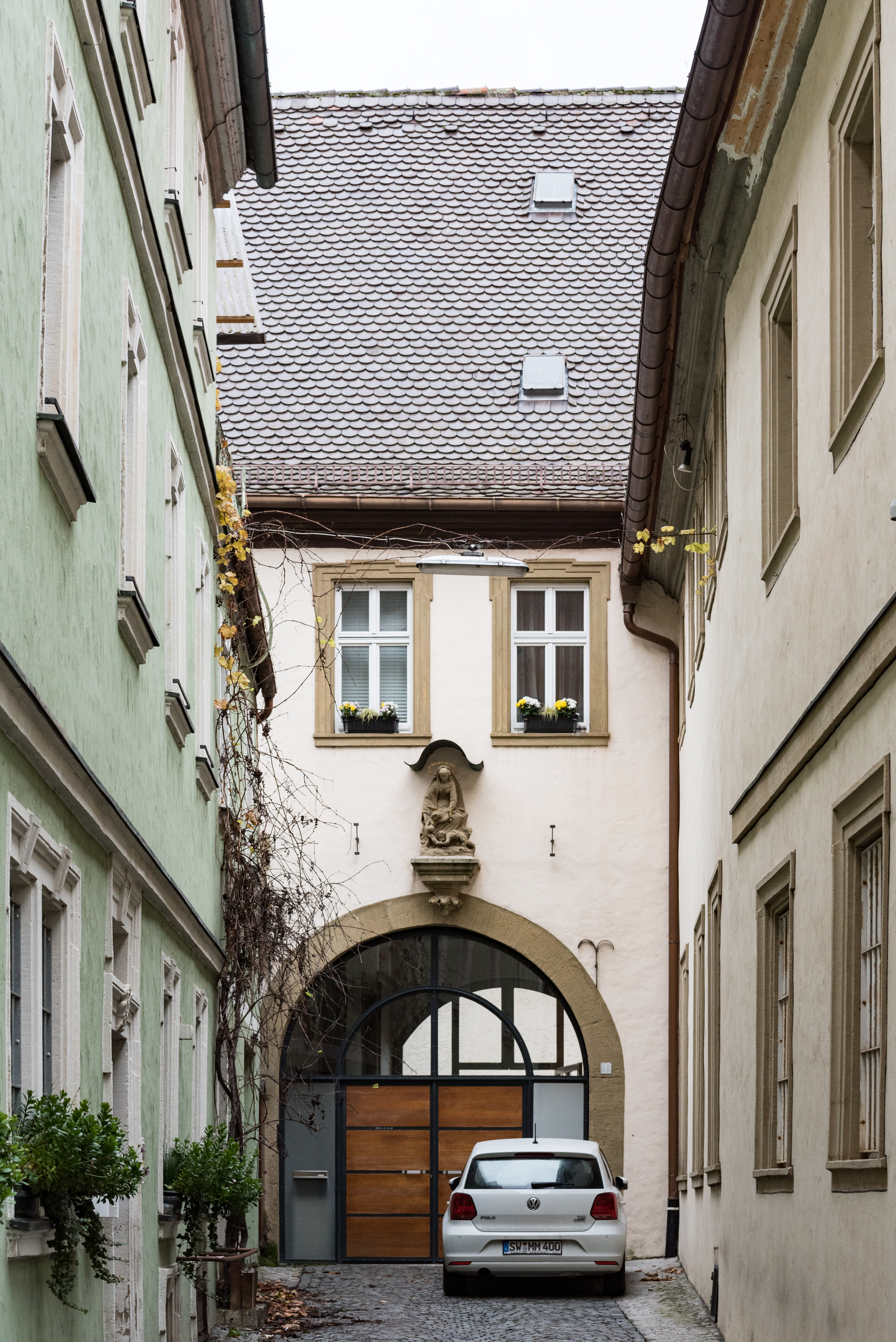
Das Pfarrhaus in Volkach

Das Pfarrhaus (Adresse Pfarrhof 1, früher Hausnummer 359) ist ein denkmalgeschütztes Gebäude in der Altstadt der unterfränkischen Stadt Volkach. Es ist bereits seit dem 17. Jahrhundert Wohnhaus des katholischen Pfarrers der Kirche St. Bartholomäus.

## Geschichte
Bereits 1404 ist ein Pfarrhof belegbar, der der Stadtpfarrkirche St. Bartholomäus und St. Georg in einer Seitengasse gegenüberlag. In Volkach verlegte man im 15. Jahrhundert die pfarrlichen Einrichtungen vom nahegelegenen Kirchberg in die Stadt und wertete die Siedlung damit auf. Dem Pfarrhof waren mehrere Äcker zugeordnet, die der jeweilige Pfarrherr bewirtschaften konnte. Darunter waren auch 14 Weingärten in der Umgebung der Stadt.
Nach dem Dreißigjährigen Krieg und den Zerstörungen durch die vielen Durchzüge und Einquartierungen errichtete man um 1678 das Pfarrhaus in Teilen neu. Erster Pfarrer, der den winkelförmigen Hof bezog, war Johann Christoph Hausher, der zugleich das Amt des Dekans des Landkapitels Gerolzhofen innehatte. 1685 nahm man dann einen vollständigen Neubau in Angriff. Bauherr war das Würzburger Domkapitel, das auch das Einsetzungsrecht des Pfarrers hatte. Allerdings wurden Teile des Hauses auch von Bürgern der Stadt errichtet.
Neben dem Hof beherbergte das Grundstück andere Baulichkeiten, die für die wirtschaftliche Versorgung des jeweiligen Pfarrers von Bedeutung waren. So hatte das Haus einen Keller, ein Kelterhaus, ein Waschhaus, einen Viehstall, ein Futterlager, einen Garten und einen Hofraum. 1839 hatte das Haus eine Scheune als Nebengebäude und  eine Kaplanei, die auf 1000 Gulden geschätzt wurde.
Im Jahr 1900, als der Ehrenbürger und Stadtpfarrer Peter Braun im Anwesen wohnte, umfasste der Pfarrhof auch Stallungen, eine Futterkammer und einen Schweinestall. Im Jahr 1951 übernahm die Katholische Pfarrstiftung Volkach das Haus und trägt seitdem die Baulast. Im Jahr 1992 nahm man umfassende Renovierungen am Gebäudekomplex vor. Das Haus wird vom Bayerischen Landesamt für Denkmalpflege als Baudenkmal eingeordnet. Untertägige Überreste von Vorgängerbauten sind als Bodendenkmal vermerkt. Der Pfarrhof ist Teil des Ensembles Altstadt Volkach.

## Beschreibung

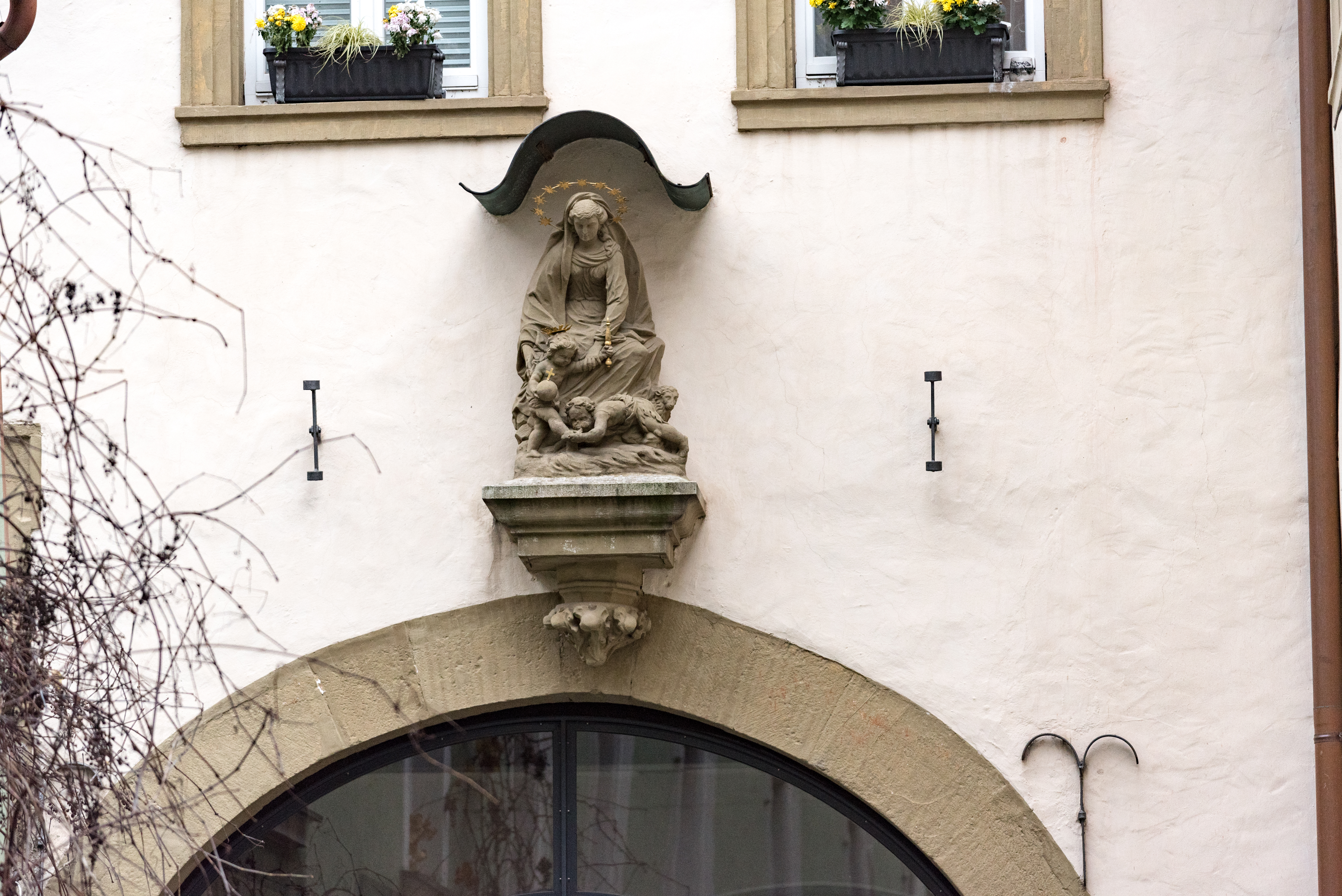
Hausfigur am Pfarrhof

Das Pfarrhaus ist ein zweigeschossiger Winkelhof aus dem letzten Viertel des 17. Jahrhunderts. Die repräsentativen Bauteile sind verputzt, an der Rückseite wurde das Fachwerkobergeschoss sichtbar gemacht. Das Grundstück umfasst einen großen Hof, der von der Zehentgasse aus betreten werden kann. Das Haus wurde traufständig in Richtung der Hauptstraße errichtet und schließt mit einem Satteldach ab. Die Fensterrahmen sind geohrt.
Unterhalb des Hofes befindet sich ein weitläufiger Gewölbekeller, der ursprünglich eine Kelter enthielt und zur Weinlagerung genutzt wurde. Ein großes Durchfahrtstor in der Straße lässt das Anwesen zunächst als Häckerhof erscheinen. Im Zuge der Umbaumaßnahmen in den 1990er Jahren wurde diese Zufahrt in ein Portal umgeformt. Oberhalb des Portals hat sich eine Hausfigur des 18. Jahrhunderts mit Maria, Jesus und Johannes erhalten.